# 小行星6732
小行星6732（英語：6732）是一颗围绕太阳公转的小行星。1992年2月8日，上田清二、金田宏在钏路市发现了此天体。
这颗小行星的绝对星等为112.43950等。